# Síndrome Malouf
Síndrome Malouf (también conocido como "síndrome de hipogonadismo miocardiopatía congestiva hipergonadotrópico") es un trastorno congénito que hace que uno o más de los siguientes síntomas: retraso mental , ovario disgenesia , congestiva cardiomiopatía , amplia base nasal, ptosis palpebral , y anormalidades en los huesos, y en ocasiones marfanoide habitus (estatura alta con extremidades largas y delgadas, poco subcutánea de grasa, aracnodactilia , joint hiperextensión , cara estrecha, mentón pequeño, grandes testículos y hipotonía ).
Esta enfermedad lleva el nombre de J. Malouf, que realizó un estudio de caso en una familia que sufre de esta enfermedad en 1985.